# برنیشتی
برنیشتی (به چکی: Brniště) یک منطقهٔ مسکونی در جمهوری چک است که در ناحیه تشسکا لیپا واقع شده‌است.